# Esiliiga 1998
Die Esiliiga 1998 war die achte Spielzeit der zweithöchsten estnischen Fußball-Spielklasse der Herren. Sie begann am 18. Juli und endete am 24. Oktober 1998.

## Modus
Die Saison 1998, wurde zum zweiten Mal nach der Debütsaison 1992 im Kalenderjahr gespielt, allerdings nur in den Herbstmonaten, nachdem der Estnische Fußballverband nach der Saison 1997/98 die Spielzeit von Herbst/Frühjahr auf Kalenderjahr-Rhythmus umgestellt hatte.
Die acht Mannschaften spielten an 14 Spieltagen jeweils zweimal gegeneinander. Der Meister stieg direkt in die Meistriliiga auf, während der Zweitplatzierte über die Relegation gegen den Siebten der Meistriliiga aufsteigen konnte. Die beiden Tabellenletzten stiegen direkt ab, der Sechste musste in die Relegation.

## Vereine
Aus der II Liiga kamen KSK Vigri Tallinn, FC Lootus Kohtla-Järve, FC Kuressaare und Lokomotiv Valga hinzu. Levadia Maardu erwarb die Lizenz von Olümpia Maardu.
| Verein                 | Stadt        | Stadion                   | Kapazität |
| ---------------------- | ------------ | ------------------------- | --------- |
| Levadia Maardu         | Maardu       | Maardu linnastaadion      | 1.500     |
| KSK Vigri Tallinn      | Tallinn      | Marlekor staadion         | 3.000     |
| FC Lootus Kohtla-Järve | Kohtla-Järve | Spordikeskuse Stadion     | 2.200     |
| FC Valga               | Valga        | Keskstaadion              | 0500      |
| FC Kuressaare          | Kuressaare   | Kuressaare linna staadion | 1.600     |
| JK Merkuur Tartu       | Tartu        | Tamme Staadion            | 1.000     |
| Pärnu JK               | Pärnu        | Strand-Stadion            | 1.500     |
| JK Kalev Sillamäe      | Sillamäe     | Sillamäe Kalevi staadion  | 0500      |

## Abschlusstabelle
| Pl. | Verein                     | Sp. | S | U | N  | Tore    | Diff. | Punkte |
| --- | -------------------------- | --- | - | - | -- | ------- | ----- | ------ |
| 1.  | Levadia Maardu             | 14  | 9 | 5 | 0  | 029:700 | +22   | 32     |
| 2.  | KSK Vigri Tallinn (N)      | 14  | 8 | 3 | 3  | 028:120 | +16   | 27     |
| 3.  | FC Lootus Kohtla-Järve (N) | 14  | 6 | 4 | 4  | 021:190 | +2    | 22     |
| 4.  | FC Valga (N)               | 14  | 5 | 4 | 5  | 014:110 | +3    | 19     |
| 5.  | JK Kalev Sillamäe          | 14  | 5 | 3 | 6  | 015:230 | −8    | 18     |
| 6.  | FC Kuressaare (N)          | 14  | 4 | 5 | 5  | 020:190 | +1    | 17     |
| 7.  | JK Merkuur Tartu           | 14  | 5 | 0 | 9  | 021:310 | −10   | 15     |
| 8.  | Pärnu JK                   | 14  | 1 | 2 | 11 | 014:400 | −26   | 05     |

Platzierungskriterien: 1. Punkte – 2. Direkter Vergleich (Punkte, Tordifferenz, geschossene Tore) – 3. Tordifferenz – 4. geschossene Tore

| (N) | Neuaufsteiger aus der II Liiga |

## Relegation
Aufstieg
Die Spiele fanden am 28. Oktober und 8. November 1998 statt.
|                   | Gesamt |                          | Hinspiel | Rückspiel |
| ----------------- | ------ | ------------------------ | -------- | --------- |
| KSK Vigri Tallinn | 0:2    | JK Eesti Põlevkivi Jõhvi | 0:2      | 0:0       |

Beide Vereine blieben in ihren jeweiligen Ligen.
Abstieg
Die Spiele fanden am 11. und 15. November 1998 statt.
|                 | Gesamt |               | Hinspiel | Rückspiel |
| --------------- | ------ | ------------- | -------- | --------- |
| FC M.C. Tallinn | 1:2    | FC Kuressaare | 1:1      | 0:1       |

Beide Vereine blieben in ihren jeweiligen Ligen.